# Science grand format

Science grand format est une émission de vulgarisation scientifique diffusée sur France 5, depuis le 31 août 2016, initialement les mercredis puis les jeudis en première partie de soirée. Un ou des documentaire(s), de plus en plus souvent coproduits par France 5, sont présentés par Mathieu Vidard. 

## Historique
L'émission est diffusée, pour la première fois, le 31 août 2016. Elle continue les mercredis suivants à 20h50 jusqu'au 21 juin 2017,,. Pour cette première saison, elle ne dispose pas de présentateur, seule une voix off effectue la narration et l'animation. 
À partir de la deuxième saison, en septembre 2017, l'émission est présentée par Mathieu Vidard et diffusée les mardis à 20h50 jusqu'en juin 2018.
Depuis septembre 2018, début de la troisième saison, la diffusion est programmée les jeudis à 20h50.
En juin 2019, de façon à contrer la puissance de Netflix, France Télévisions s'associe avec des chaînes étrangères afin de produire ces documentaires scientifiques dotés de plus de moyens financiers.

## Audiences
- 2017 : « Mercredi 12 avril 2017, Titanic, la vérité dévoilée rassemble 1 052 000 téléspectateurs pour 4.3% de part d'audience. Il s'agit du meilleur score d'un documentaire de la case Science Grand Format sur l'année 2017[7] ».
- 2018 : En moyenne : 3.6% de part d'audience pour 844 000 téléspectateurs[8].

## Liste des émissions
| no  | Date de diffusion | Premier documentaire                                          | Deuxième documentaire                                             | Troisième documentaire | Titre de la collection                    |
| --- | ----------------- | ------------------------------------------------------------- | ----------------------------------------------------------------- | ---------------------- | ----------------------------------------- |
| 1   | 31 août 2016      | Les cathédrales gothiques                                     | L'Acropole d'Athènes                                              | —                      | Monumental                                |
| 2   | 7 septembre 2016  | Entre deux fleuves                                            | La naissance d'un Dieu                                            | —                      | L'aube des civilisations                  |
| 3   | 14 septembre 2016 | Dans la tête des éléphants                                    | Brillantes espèces                                                | —                      |                                           |
| 4   | 21 septembre 2016 | Paris                                                         | New York                                                          | —                      | Les dessous de                            |
| 5   | 28 septembre 2016 | Volcans                                                       | Séismes                                                           | —                      | Terre, le compte à rebours a commencé     |
| 6   | 5 octobre 2016    | La grande pyramide Maya                                       | Le royaume perdu des Mayas                                        | —                      |                                           |
| 7   | 12 octobre 2016   | L'histoire du cheval de Troie                                 | Le mystère de l'Arche d'Alliance                                  | —                      |                                           |
| 8   | 19 octobre 2016   | La Grande Pyramide d'Égypte                                   | Toutankhamon, les secrets de la momie                             | —                      |                                           |
| 9   | 26 octobre 2016   | La face cachée de Rome                                        | La Chine antique : Le premier Empereur                            | —                      |                                           |
| 10  | 2 novembre 2016   | Décollage immédiat                                            | Atterrissage imminent                                             | —                      | Attachez vos ceintures                    |
| 11  | 9 novembre 2016   | La mystérieuse tombe de Shakespeare                           | Big Ben et le palais de Westminster                               | —                      |                                           |
| 12  | 16 novembre 2016  | L'intelligence                                                | Le lien maternel                                                  | —                      | Un grand pas pour l'évolution             |
| 13  | 23 novembre 2016  | Le buste de Néfertiti                                         | Thônis-Héracléion, la cité engloutie                              | —                      |                                           |
| 14  | 30 novembre 2016  | Solar Impulse, l'impossible tour du monde                     | —                                                                 | —                      |                                           |
| 15  | 3 décembre 2016   | Solar Impulse, l'impossible tour du monde                     | —                                                                 | —                      |                                           |
| 15  | 7 décembre 2016   | Bâtir toujours plus haut                                      | —                                                                 | —                      |                                           |
| 16  | 14 décembre 2016  | La tombe de Gengis Khan, le secret dévoilé                    | —                                                                 | —                      |                                           |
| 17  | 4 janvier 2017    | Au temps des géants                                           | —                                                                 | —                      |                                           |
| 18  | 11 janvier 2017   | Un grand pas pour l'évolution : La vue                        | Cette planète c'est vous                                          | —                      |                                           |
| 19  | 18 janvier 2017   | Révélations sur Pompéi                                        | Les Romains                                                       | —                      |                                           |
| 20  | 25 janvier 2017   | En quête de vie dans l'univers                                | —                                                                 | —                      |                                           |
| 21  | 1er février 2017  | Le crash                                                      | —                                                                 | —                      |                                           |
| 22  | 8 février 2017    | Les derniers trésors de Rome                                  | —                                                                 | —                      |                                           |
| 23  | 15 février 2017   | L'almasty de Russie                                           | Le Sasquatch des États-Unis                                       | —                      | Dossiers Bigfoot                          |
| 24  | 22 février 2017   | La science grandeur nature                                    | —                                                                 | —                      |                                           |
| 25  | 1er mars 2017     | Les secrets de la pyramide de Khéops                          | Le règne des pharaons noirs                                       | —                      |                                           |
| 26  | 8 mars 2017       | Richard III, la fin d'une énigme                              | Les Templiers, un scandale médiéval                               | —                      |                                           |
| 27  | 15 mars 2017      | Quand le climat écrit l'Histoire                              | —                                                                 | —                      |                                           |
| 28  | 22 mars 2017      | Les Grecs                                                     | Les Vikings                                                       | —                      | Ils ont changé le monde                   |
| 29  | 29 mars 2017      | Aux sources d'Angkor                                          | La Grande Muraille de Chine                                       | —                      |                                           |
| 30  | 5 avril 2017      | Conquérir les océans                                          | —                                                                 | —                      |                                           |
| 31  | 12 avril 2017     | Titanic, la vérité dévoilée                                   | Les secrets engloutis du lac Titicaca                             | —                      |                                           |
| 32  | 19 avril 2017     | Pétra : Au royaume des femmes                                 | Les Arabes                                                        | —                      | Ils ont changé le monde                   |
| 33  | 26 avril 2017     | Conquérir le ciel                                             | —                                                                 | —                      |                                           |
| 34  | 3 mai 2017        | La face cachée de Venise                                      | La face cachée de Naples                                          | —                      |                                           |
| 35  | 10 mai 2017       | Dans le secret de Stonehenge                                  | La véritable tour de Babel                                        | —                      |                                           |
| 36  | 17 mai 2017       | Léonard de Vinci, accélérateur de science                     | La face cachée de Florence                                        | —                      |                                           |
| 37  | 24 mai 2017       | Terre sous influence                                          | —                                                                 | —                      |                                           |
| 38  | 31 mai 2017       | Les Carthaginois                                              | Les Germains                                                      | —                      | Ils ont changé le monde                   |
| 39  | 7 juin 2017       | Les dix plaies d'Égypte                                       | La cité perdue de Petra                                           | —                      |                                           |
| 40  | 14 juin 2017      | Les peuples des océans                                        | La conquête des océans                                            | Les voix de l'océan    | La planète des géants                     |
| 41  | 21 juin 2017      | À la conquête de l'autre rive                                 | —                                                                 | —                      |                                           |
| 42  | 5 septembre 2017  | Carnuntum, la cité perdue des gladiateurs                     | Les mystérieuses catacombes de Rome                               | —                      |                                           |
| 43  | 12 septembre 2017 | À la conquête de Titan                                        | —                                                                 | —                      |                                           |
| 44  | 19 septembre 2017 | Aux portes du cosmos                                          | —                                                                 | —                      |                                           |
| 45  | 26 septembre 2017 | Les secrets du Sphinx                                         | —Toutankhamon, le tombeau révélé                                  | —                      |                                           |
| 46  | 3 octobre 2017    | Ötzi, la momie des glaces                                     | Les premiers hommes de l'Himalaya                                 | —                      |                                           |
| 47  | 10 octobre 2017   | Aux sources du jardin d'Eden                                  | Le mythe de l'Atlantide                                           | —                      |                                           |
| 48  | 17 octobre 2017   | Opération Stonehenge                                          | —                                                                 | —                      |                                           |
| 49  | 24 octobre 2017   | L'homme qui voulait plonger sur Mars                          | —                                                                 | —                      |                                           |
| 50  | 31 octobre 2017   | Les derniers trésors de l'Égypte                              | —                                                                 | —                      |                                           |
| 51  | 7 novembre 2017   | Le jour où les dinosaures ont disparu                         | Le Museum prend vie                                               | —                      |                                           |
| 52  | 14 novembre 2017  | La cité perdue de Teotihuacan                                 | Angkor, les fantômes de la jungle                                 | —                      |                                           |
| 53  | 21 novembre 2017  | Tsunamis, du mythe à la réalité                               | Le nouveau sarcophage de Tchernobyl                               | —                      |                                           |
| 54  | 28 novembre 2017  | Khéops, mystérieuses découvertes                              | —                                                                 | —                      |                                           |
| 55  | 5 décembre 2017   | L'épopée de la Grèce antique                                  | —                                                                 | —                      |                                           |
| 56  | 12 décembre 2017  | Chili                                                         | Islande                                                           | —                      | Terres extrêmes                           |
| 57  | 19 décembre 2017  | Patagonie, l'île oubliée                                      | —                                                                 | —                      |                                           |
| 58  | 9 janvier 2018    | L'armée d'argile de l'empereur Qin                            | L'énigme du Taj Mahal                                             | —                      |                                           |
| 59  | 16 janvier 2018   | Angkor dévoilée                                               | —                                                                 | —                      |                                           |
| 60  | 23 janvier 2018   | Les jardins suspendus de Babylone                             | Le Duomo de Florence : mystère de la Renaissance                  | —                      |                                           |
| 61  | 30 janvier 2018   | Le papyrus oublié de la Grande Pyramide                       | —                                                                 | —                      |                                           |
| 62  | 6 février 2018    | En quête d'une nouvelle terre                                 | —                                                                 | —                      |                                           |
| 63  | 13 février 2018   | Machu Picchu, le secret des Incas                             | La grande pyramide Maya                                           | —                      |                                           |
| 64  | 20 février 2018   | Le Soleil                                                     | Les trous noirs                                                   | —                      | Le cosmos dans tous ses états             |
| 65  | 27 février 2018   | Île de Pâques, l'heure des vérités                            | —                                                                 | —                      |                                           |
| 66  | 6 mars 2018       | Vikings, cap sur l'Amérique                                   | —                                                                 | —                      |                                           |
| 67  | 13 mars 2018      | Le Colisée, grandeur et décadence de Rome                     | Le tombeau perdu de Cléopâtre                                     | —                      |                                           |
| 68  | 20 mars 2018      | Saint Louis, le roi dispersé                                  | Le mystère de la tête d'Henri IV                                  | —                      |                                           |
| 69  | 27 mars 2018      | Mars                                                          | Les mondes extraterrestres                                        | —                      | Le cosmos dans tous ses états             |
| 70  | 3 avril 2018      | L'affaire Néron, autopsie d'un mythe                          | Mission Hannibal                                                  | —                      |                                           |
| 71  | 10 avril 2018     | Qui a tué Néandertal ?                                        | —                                                                 | —                      |                                           |
| 72  | 17 avril 2018     | Un roi guerrier                                               | Le masque mortuaire                                               | —                      | Toutankhamon, les secrets du pharaon      |
| 73  | 24 avril 2018     | Le vrai visage des Gaulois                                    | —                                                                 | —                      |                                           |
| 74  | 1er mai 2018      | Pétra, la cité des sables                                     | Les trésors cachés de la Mer Morte                                | —                      |                                           |
| 75  | 8 mai 2018        | Le berceau africain                                           | La sortie d'Afrique                                               | À la conquête du monde | La grande aventure de l'Homo sapiens      |
| 76  | 15 mai 2018       | L'histoire du cheval de Troie                                 | L'Acropole d'Athènes                                              | —                      | Monumental                                |
| 77  | 22 mai 2018       | Concorde, le rêve supersonique                                | —                                                                 | —                      |                                           |
| 78  | 29 mai 2018       | La cité perdue de Ramsès II                                   | La Grande Pyramide d'Égypte                                       | —                      |                                           |
| 79  | 5 juin 2018       | La vérité sur le T. rex                                       | Extinctions massives, la vie en péril                             | —                      |                                           |
| 80  | 12 juin 2018      | Du soleil et des hommes                                       | —                                                                 | —                      |                                           |
| 81  | 6 septembre 2018  | L'énigme des premiers Américains                              | L'homme mystère de l'âge de pierre                                | —                      |                                           |
| 82  | 13 septembre 2018 | La tombe de Gengis Khan, le secret dévoilé                    | —                                                                 | —                      |                                           |
| 83  | 20 septembre 2018 | Nyiragongo, voyage au cœur du volcan                          | Révélations sur Pompéi                                            | —                      |                                           |
| 84  | 27 septembre 2018 | En quête de vie dans l'univers                                | —                                                                 | —                      |                                           |
| 85  | 4 octobre 2018    | Le mystère des géants disparus                                | —                                                                 | —                      |                                           |
| 86  | 11 octobre 2018   | Titanic, autopsie d'un naufrage                               | Titanic, la vérité dévoilée                                       | —                      |                                           |
| 87  | 18 octobre 2018   | Psammétique, le pharaon retrouvé                              | Le règne des pharaons noirs                                       | —                      |                                           |
| 88  | 25 octobre 2018   | Les maîtres du rail                                           | —                                                                 | —                      |                                           |
| 89  | 1er novembre 2018 | Crète, enquête sur les derniers Minoens                       | La face cachée d'Athènes                                          | —                      |                                           |
| 90  | 8 novembre 2018   | Les forces de la Terre                                        | —                                                                 | —                      |                                           |
| 91  | 15 novembre 2018  | Karnak, joyau des pharaons                                    | —                                                                 | —                      |                                           |
| 92  | 22 novembre 2018  | Les cobayes du cosmos, confidences d'astronautes              | —                                                                 | —                      |                                           |
| 93  | 29 novembre 2018  | Apocalypse Neandertal                                         | —                                                                 | —                      |                                           |
| 94  | 6 décembre 2018   | L'histoire de l'empire inca                                   | —                                                                 | —                      |                                           |
| 95  | 13 décembre 2018  | Venise, le défi technologique                                 | —                                                                 | —                      |                                           |
| 96  | 20 décembre 2018  | Devenir extra-terrestre                                       | —                                                                 | —                      |                                           |
| 97  | 10 janvier 2019   | Toutankhamon, les secrets de la momie                         | Les dix plaies d'Égypte                                           | —                      |                                           |
| 98  | 17 janvier 2019   | La route de la soie : un trait entre deux mondes              | —                                                                 | —                      |                                           |
| 99  | 24 janvier 2019   | Nazcas, les lignes qui parlaient au ciel                      | —                                                                 | —                      |                                           |
| 100 | 31 janvier 2019   | Richard III, la fin d'une énigme                              | Big Ben et le palais de Westminster                               | —                      |                                           |
| 101 | 7 février 2019    | Jupiter                                                       | Étoiles extrêmes                                                  | —                      | Le cosmos dans tous ses états             |
| 102 | 14 février 2019   | Le pouvoir des prêtresses égyptiennes                         | La cité perdue de Petra                                           | —                      |                                           |
| 103 | 21 février 2019   | L'histoire secrète de notre corps                             | —                                                                 | —                      |                                           |
| 104 | 28 février 2019   | Enquête sur l'île des moaï                                    | Pérou, la cité perdue de Caral                                    | —                      |                                           |
| 105 | 7 mars 2019       | Le Big Bang                                                   | Les trous noirs super-massifs                                     | —                      | Le cosmos dans tous ses états             |
| 106 | 14 mars 2019      | Les conquérants des sommets                                   | —                                                                 | —                      |                                           |
| 107 | 21 mars 2019      | En quête d'éternité                                           | En quête de pouvoir                                               | —                      | L'histoire de la Grande Muraille de Chine |
| 108 | 28 mars 2019      | À l'aube des pyramides                                        | —                                                                 | —                      |                                           |
| 109 | 4 avril 2019      | Voyage sur les flots célestes : les cartographes de l'univers | —                                                                 | —                      |                                           |
| 110 | 11 avril 2019     | Léonard de Vinci, accélérateur de science                     | Les cathédrales gothiques                                         | —                      | Monumental                                |
| 111 | 18 avril 2019     | La face cachée de Venise                                      | La face cachée d'Istanbul                                         | —                      |                                           |
| 112 | 25 avril 2019     | Japon                                                         | Californie                                                        | —                      | Terres extrêmes                           |
| 113 | 2 mai 2019        | À la conquête de Titan                                        | —                                                                 | —                      |                                           |
| 114 | 9 mai 2019        | Tikal, la cité Maya disparue                                  | Les Olmèques, naissance d'une civilisation                        | —                      |                                           |
| 115 | 16 mai 2019       | Khéops, mystérieuses découvertes                              | —                                                                 | —                      |                                           |
| 116 | 23 mai 2019       | L'aventure météo                                              | —                                                                 | —                      |                                           |
| 117 | 30 mai 2019       | Au temps des géants                                           | —                                                                 | —                      |                                           |
| 118 | 6 juin 2019       | Les heures sombres de l'Égypte antique                        | —                                                                 | —                      |                                           |
| 119 | 13 juin 2019      | Barrages, canaux, les maîtres de l'eau                        | —                                                                 | —                      |                                           |
| 120 | 27 février 2020   | Terres nourricières                                           | —                                                                 | —                      |                                           |
| 121 | 12 mars 2020      | Nos ancêtres les hominidés                                    | —                                                                 | —                      |                                           |
| 122 | 26 mars 2020      | Les dernières heures de Pompéi                                | —                                                                 | —                      |                                           |
| 123 | 16 avril 2020     | Révélations sur les manuscrits de la mer Morte                | —                                                                 | —                      |                                           |
| 124 | 23 avril 2020     | Les comètes                                                   | —                                                                 | —                      | Le cosmos dans tous ses états             |
| 125 | 30 avril 2020     | Les 7 merveilles du monde, chefs-d'oeuvre de l'Antiquité      | —                                                                 | —                      |                                           |
| 126 | 7 mai 2020        | Notre-Dame de Paris, les secrets des bâtisseurs               | —                                                                 | —                      |                                           |
| 127 | 14 mai 2020       | Le génie des arbres                                           | —                                                                 | —                      |                                           |
| 128 | 21 mai 2020       | Amarna, la cité mystérieuse d'Akhenaton                       | Psammétique,le pharaon retrouvé                                   | —                      |                                           |
| 129 | 11 juin 2020      | Attila, l'énigme des Huns                                     |                                                                   |                        |                                           |
| 130 | 17 septembre 2020 | Tenochtitlan, capitale de l'empire aztèque                    |                                                                   |                        |                                           |
| 131 | 24 septembre 2020 | Et si la Terre était unique ?                                 |                                                                   |                        |                                           |
| 132 | 1er octobre 2020  | Le mystère des mines du roi Salomon                           |                                                                   |                        |                                           |
| 133 | 15 octobre 2020   | Planète volcans                                               |                                                                   |                        |                                           |
| 134 | 22 octobre 2020   | Mission astéroïdes                                            |                                                                   |                        |                                           |
| 135 | 29 octobre 2020   | Schnidi, le fantôme du néolithique                            |                                                                   |                        |                                           |
| 136 | 19 novembre 2020  | Notre corps, ce réseau social                                 |                                                                   |                        |                                           |
| 137 | 26 novembre 2020  | Les secrets enfouis d'Herculanum                              | Le fabuleux palais de Néron : Le palais disparu de Néron          |                        |                                           |
| 138 | 17 décembre 2020  | Titanic, au cœur de l'épave                                   |                                                                   |                        |                                           |
| 139 | 14 janvier 2021   | La grande aventure du France                                  |                                                                   |                        |                                           |
| 140 | 04 février 2021   | Babylone, la cité des merveilles                              |                                                                   |                        |                                           |
| 141 | 18 février 2021   | Marat, Robespierre, les malades de la Révolution              | Descartes, autopsie d'un génie                                    |                        |                                           |
| 142 | 25 février 2021   | Enquête à Pompéi                                              | Baïes, la cité antique engloutie : La jumelle maléfique de Pompéï |                        |                                           |
| 143 | 04 mars 2021      | Le mystère Cléopâtre : la dernière reine d'Egypte             |                                                                   |                        |                                           |
| 144 | 18 mars 2021      | Les 300, la bataille des Thermopyles                          |                                                                   |                        |                                           |
| 145 | 25 mars 2021      | Le trésor du Rhône                                            |                                                                   |                        |                                           |
| 146 | 15 avril 2021     | Akrotiri, les derniers jours d'une cité antique               |                                                                   |                        |                                           |
| 147 | 22 avril 2021     | Au temps des dinosaures                                       |                                                                   |                        |                                           |
| 148 | 29 avril 2021     | Au royaume des pharaons noirs                                 |                                                                   |                        |                                           |
| 149 | 13 mai 2021       | La guerre de Troie a bien eu lieu                             |                                                                   |                        |                                           |
| 150 | 03 juin 2021      | Baie de Naples, la colère des volcans                         |                                                                   |                        |                                           |
| 151 | 10 juin 2021      | Planète bleue : Un seul océan                                 | Héros des océans                                                  |                        |                                           |
| 152 | 24 juin 2021      | Le mystère de la tour de Pise                                 |                                                                   |                        |                                           |
| 153 | 16 septembre 2021 | Ariane, une épopée spatiale                                   |                                                                   |                        |                                           |
| 154 | 30 septembre 2021 | Lady Sapiens, à la recherche des femmes de la préhistoire     |                                                                   |                        |                                           |
| 155 | 28 octobre 2021   | La fabrique du temps                                          |                                                                   |                        |                                           |
| 156 | 11 novembre 2021  | Expédition Arctique : au coeur du réchauffement climatique    |                                                                   |                        |                                           |
| 157 | 25 novembre 2021  | Kromdraai, à la découverte du premier humain                  |                                                                   |                        |                                           |
| 158 | 02 décembre 2021  | Persépolis, les secrets de l'empire perdu                     |                                                                   |                        |                                           |
| 159 | 09 décembre 2021  | Les mystères de la tapisserie de Bayeux                       |                                                                   |                        |                                           |
| 160 | 13 janvier 2022   | Le mystère des origines de Venise                             | Les secrets du Panthéon de Rome                                   |                        |                                           |
| 161 | 20 janvier 2022   | Les détectives du ciel                                        |                                                                   |                        |                                           |
| 162 | 27 janvier 2022   | À la recherche des tombes royales mayas                       |                                                                   |                        |                                           |
| 163 | 24 février 2022   | La cité perdue d'Al Andalus                                   |                                                                   |                        |                                           |
| 164 | 03 mars 2022      | Égypte, les secrets de la vallée des reines                   |                                                                   |                        |                                           |
| 165 | 10 mars 2022      | Les maîtres du feu                                            | Mégafeux, le nouvel âge du feu                                    |                        |                                           |
| 166 | 24 mars 2022      | L'Univers : Le Soleil, notre étoile                           | L'Univers : En quête de vie extraterrestre                        |                        | L'Univers                                 |
| 167 | 07 avril 2022     | Carnac, sur les traces du royaume disparu                     |                                                                   |                        |                                           |
| 168 | 14 avril 2022     | Révélations sur le Mary Rose                                  |                                                                   |                        |                                           |
| 169 | 21 avril 2022     | Cataclysmes, les grands régulateurs                           |                                                                   |                        |                                           |
| 170 | 05 mai 2022       | Le dernier jour des dinosaures                                |                                                                   |                        |                                           |
| 171 | 19 mai 2022       | L'abominable mystère des fleurs                               |                                                                   |                        |                                           |
| 172 | 26 mai 2022       | Philae, un temple sur le Nil                                  | Égypte, une pyramide sur les eaux                                 |                        |                                           |
| 173 | 02 juin 2022      | L'odyssée d'Hubble, un oeil dans les étoiles                  |                                                                   |                        |                                           |
| 174 | 23 juin 2022      | Le mystère de l'homme de Denisova                             |                                                                   |                        |                                           |
| 175 | 15 septembre 2022 | Terre, la vie cachée d'une planète                            |                                                                   |                        |                                           |
| 176 | 06 octobre 2022   | Le palais des hiéroglyphes, sur les traces de Champollion     |                                                                   |                        |                                           |
| 177 | 13 octobre 2022   | James Webb, voyage aux origines de l'univers                  |                                                                   |                        |                                           |
| 178 | 03 novembre 2022  | Angkor et les mystères de l'Empire khmer                      |                                                                   |                        |                                           |
| 179 | 10 novembre 2022  | Quand la mer menace les villes                                |                                                                   |                        |                                           |
| 180 | 17 novembre 2022  | La voie lactée, notre galaxie                                 | Les trous noirs, la grande énigme                                 |                        |                                           |
| 181 | 08 décembre 2022  | Expédition Pétra, sur la piste des Nabatéens                  |                                                                   |                        |                                           |
| 182 | 12 janvier 2023   | Le vrai visage des Vikings                                    |                                                                   |                        |                                           |
| 183 | 26 janvier 2023   | Xanadu, les mystères de la cité disparue                      |                                                                   |                        |                                           |
| 184 | 09 février 2023   | Mystérieux insectes, sur la piste des origines                |                                                                   |                        |                                           |
| 185 | 23 février 2023   | Pérou, sacrifices au royaume de Chimor                        |                                                                   |                        |                                           |
| 186 | 02 mars 2023      | L'univers - Aux sources du Big Bang                           |                                                                   |                        |                                           |
| 187 | 09 mars 2023      | Quand la Seine débordera                                      |                                                                   |                        |                                           |
| 188 | 23 mars 2023      | Sur les traces du roi Midas                                   |                                                                   |                        |                                           |
| 189 | 30 mars 2023      | De l'autre côté de la Lune                                    |                                                                   |                        |                                           |
| 190 | 06 avril 2023     | La cité oubliée de Ramsès II                                  |                                                                   |                        |                                           |
| 191 | 13 avril 2023     | Pavlopetri, les secrets d'une cité engloutie                  |                                                                   |                        |                                           |
| 192 | 04 mai 2023       | Après la météorite, le monde des survivants                   |                                                                   |                        |                                           |
| 193 | 25 mai 2023       | Alerte en orbite la menace des débris spatiaux                | Objectif Mars                                                     |                        |                                           |
| 194 | 08 juin 2023      | Dans la peau du légionnaire romain                            |                                                                   |                        |                                           |
| 195 | 22 juin 2023      | Experts du crime : quand la science mène l'enquête            |                                                                   |                        |                                           |
| 186 | 29 juin 2023      | L'Apocalypse à l'âge du bronze                                |                                                                   |                        |                                           |
| 197 | 07 septembre 2023 | Paris, le mystère du palais disparu                           |                                                                   |                        |                                           |
| 198 | 05 octobre 2023   | Splendeurs de la civilisation sumérienne                      |                                                                   |                        |                                           |
| 199 | 12 octobre 2023   | Voyages au centre de la Terre - Dans les pas de Jules Verne   |                                                                   |                        |                                           |
| 200 | 26 octobre 2023   | Dans les pas du mammouth géant                                |                                                                   |                        |                                           |
| 201 | 23 novembre 2023  | L'histoire au scalpel - L'étrange histoire des cœurs des rois | L'histoire au scalpel - Maréchal Ney, le mystère américain        |                        | L'histoire au scalpel                     |
| 202 | 14 décembre 2023  | Tour Eiffel, le rêve d'un visionnaire                         |                                                                   |                        |                                           |
| 203 | 28 novembre 2024  | Tautavel, Vivre en Europe avant Néandertal                    |                                                                   |                        |                                           |